# 木うそ
木うそ（きうそ、木鷽）は、太宰府天満宮をはじめとする全国の天満宮で鷽替え神事などに用いられる木製の人形のことである。

## 由来

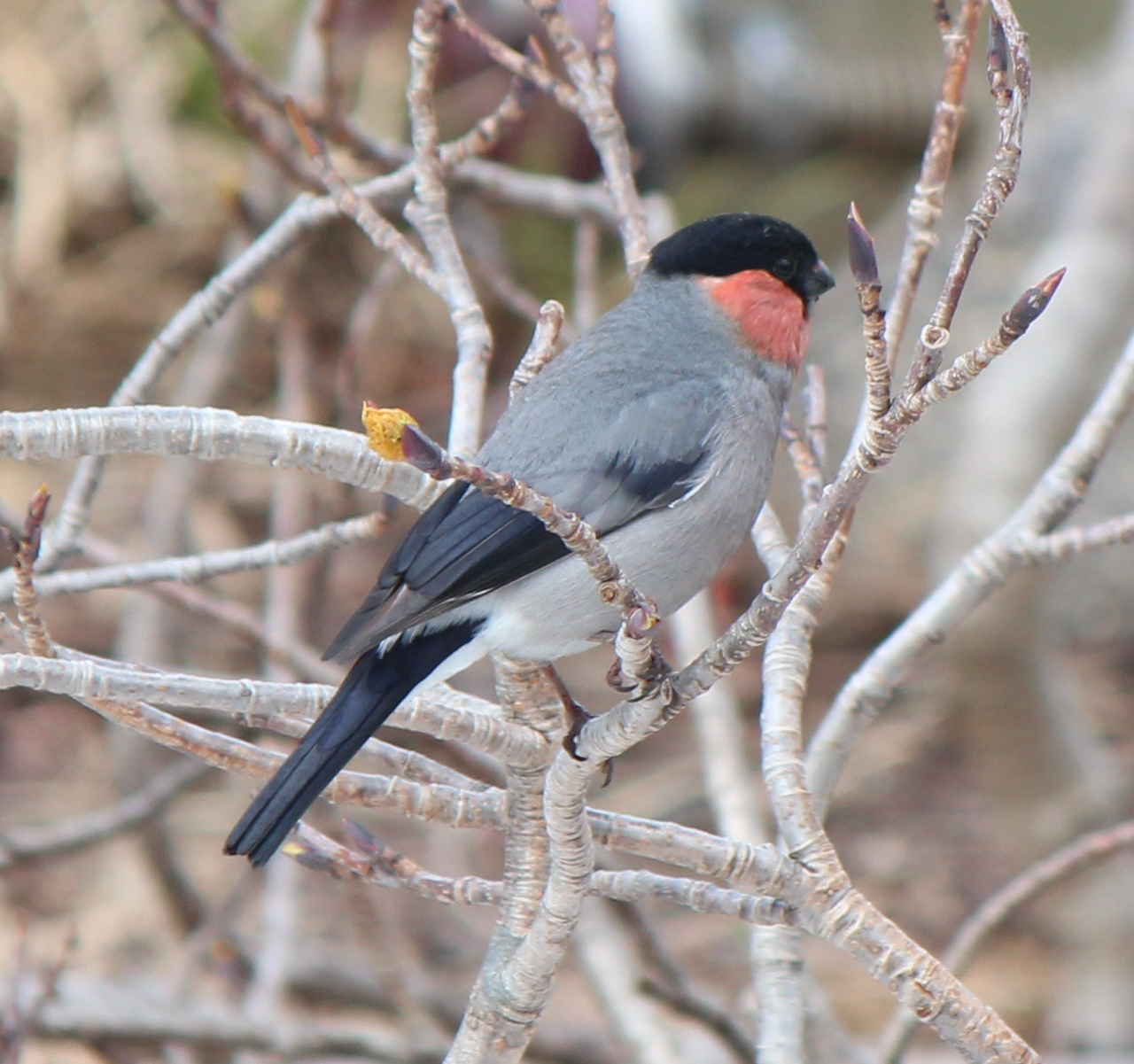
野鳥のウソ

太宰府天満宮で正月七日酉刻に行われる鷽替神事の伝承では、当地にて菅原道真が蜂に襲われた時に、ウソの大群が飛んできて助かったという。各地の天満宮でも同じような伝承が最も多い。そのため、木うそが配られることが多いが、天満宮でなくても授与する神社（福岡市住吉神社など）もある。近年は木うそのほかにも張り子や土人形のウソもある。
また、鷽替えは元来大宰府天満宮で鬼すべと共に行われる吉兆神事が発祥とされ、京都市上京区の北野天満宮は天神信仰の中心の一つであるが、鷽替え神事は無く、木うそも配布しない。しかし北野天満宮から勧請された天満宮でも鷽替え神事を斎行する神社は多い。

## 形状
材質は木製で、材質は神社によって異なるが太宰府天満宮の木うそはホオノキを用いる。形状は円筒形か多角柱の木材に、横方向の切り込みを入れて鷽の腹（または口）を作る。口や腹の部分は赤く塗り、頭部に金箔を貼ることもある。下部には墨で足を描くほか、神社の印鑑を押すことがある（太宰府天満宮など）。鷽の背中にあたる部分は、木材を削りだしてそり返させ、羽を表現することがある。
戦前に作られていた木うその中には、木肌を削らずに残したものもある。

## 用い方
木うその用いられる行事として有名なのが鷽替えである。主に毎年1月7日の夜に行なわれる行事で、「替えましょ、替えましょ」と言いながら木うそを交換し、神社が紛れ込ませた金の木うその手に入れた者には、その年の幸運が約束されるというものである。現在では木うその裏側に番号を書いておいたり、木うそと共に福引券を配るなどで金の木うそを授与する例もある。この他にも、厄年の者が家々に配る（糸島市二丈深江の深江神社）、大晦日に神社で授与する（福津市の波折神社）などの使用法もある。